# Phyllachora barringtoniae
Phyllachora barringtoniae är en svampart som först beskrevs av Berk. & Broome, och fick sitt nu gällande namn av Pier Andrea Saccardo 1883. Phyllachora barringtoniae ingår i släktet Phyllachora och familjen Phyllachoraceae.   Inga underarter finns listade i Catalogue of Life.